# Acsád
Acsád ist eine ungarische Gemeinde im Kreis Szombathely im Komitat Vas.

## Geografische Lage
Acsád liegt 13 Kilometer nordöstlich des Komitatssitzes und der Kreisstadt Szombathely. Nachbargemeinden sind Meszlen, Vasszilvágy, Salköveskút und Vasasszonyfa.

## Sehenswürdigkeiten
- Evangelische Kirche
- Römisch-katholische Kirche Keresztelő Szent János, ursprünglich aus dem Mittelalter, später jedoch im barocken Stil umgebaut
- Schloss Szegedy (Szegedy-kastély), erbaut im 18. Jahrhundert, mit Schlosspark
- Weltkriegsdenkmal mit Statue des Heiligen Georg (Sárkányölő Szent György-szobor)

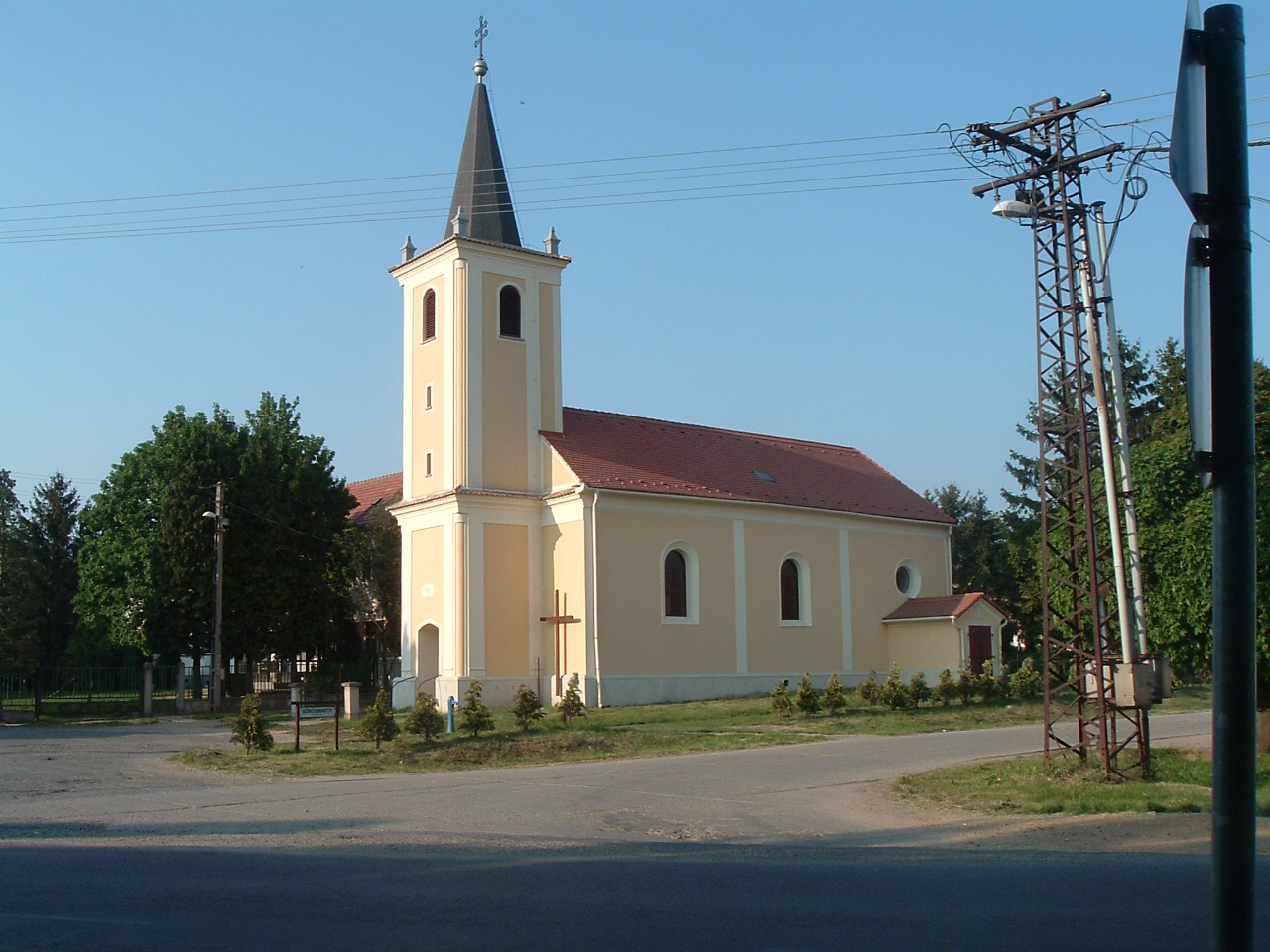
Römisch-katholische Kirche Keresztelő Szent János
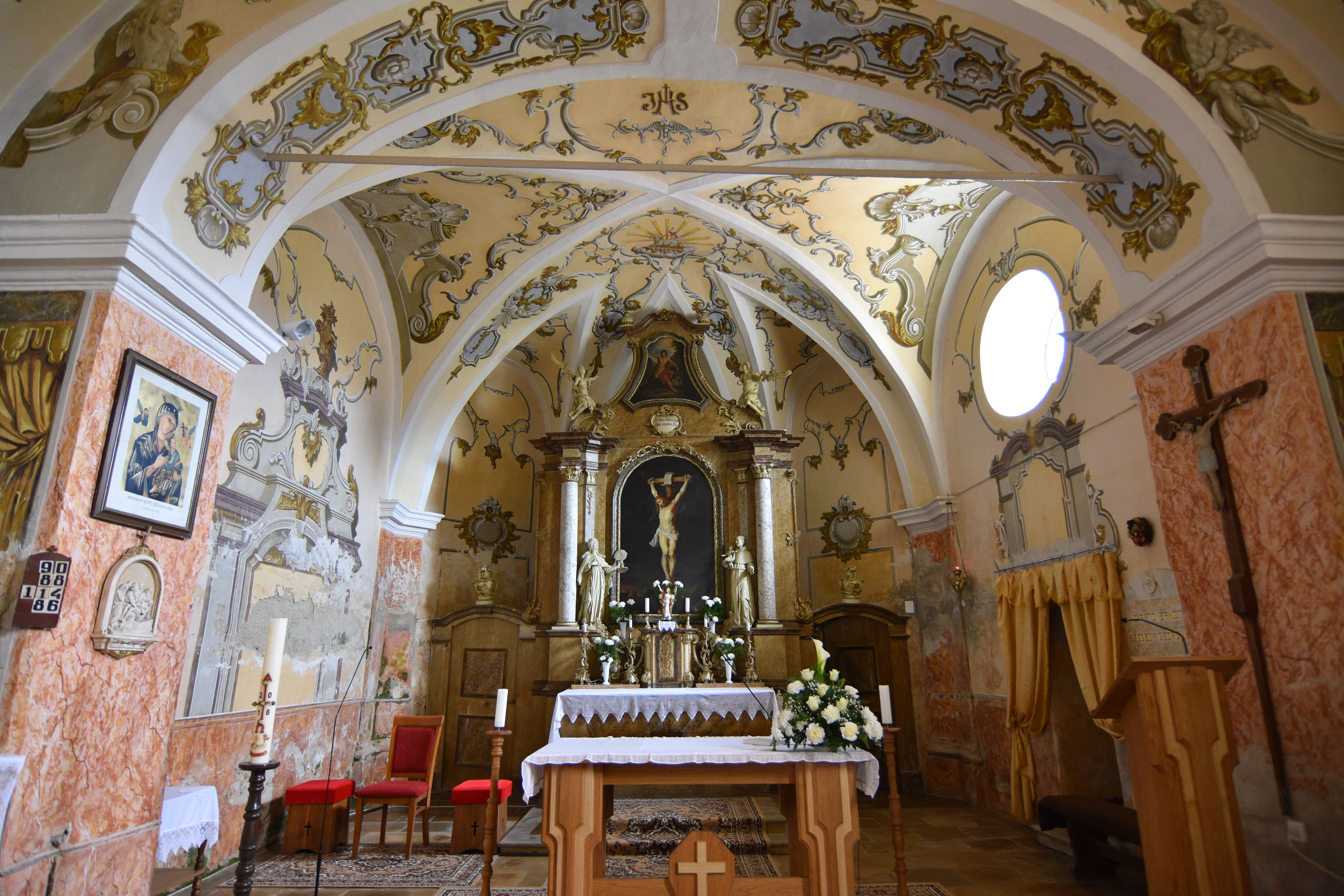
Innenraum Kirche
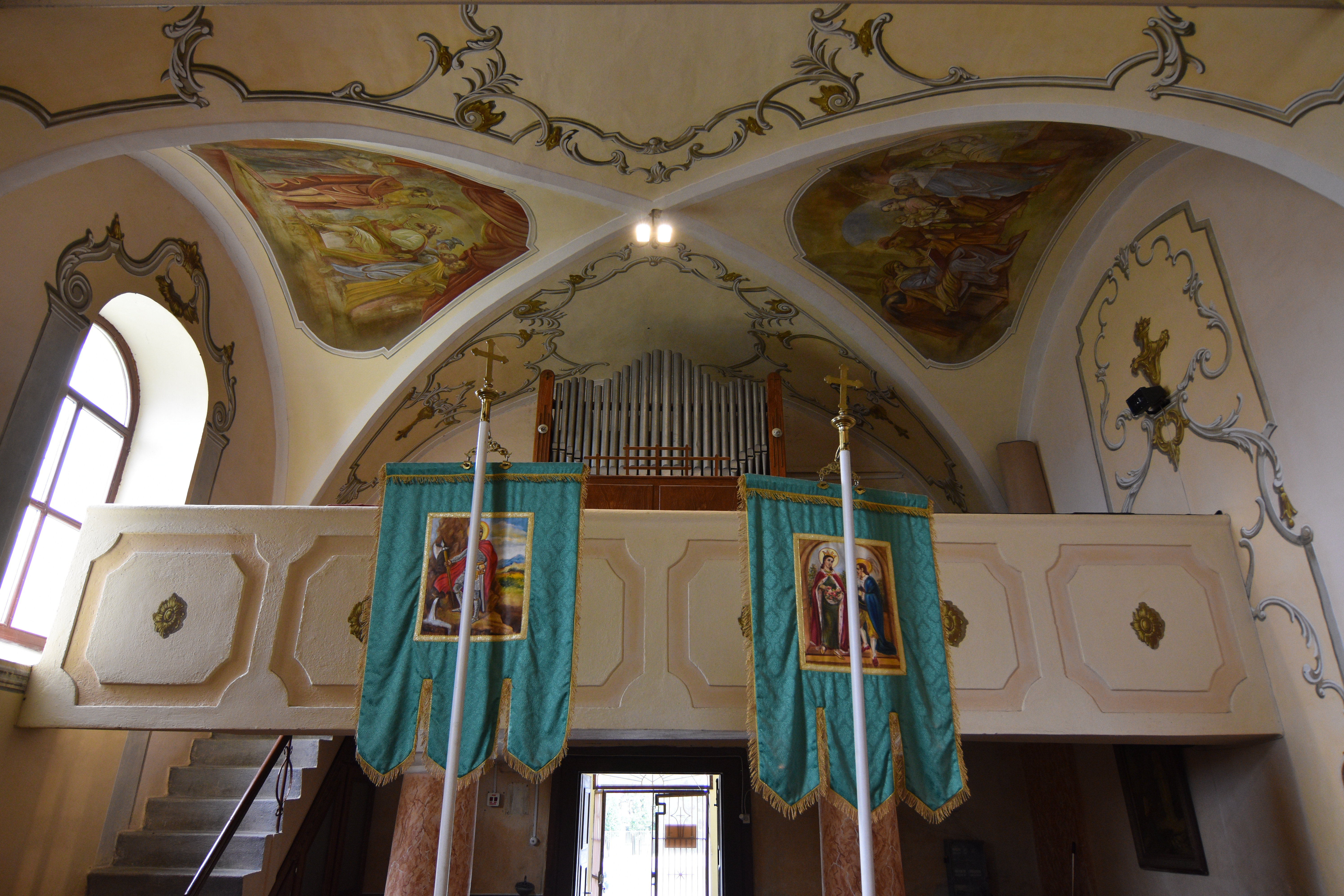
Blick auf die Orgel
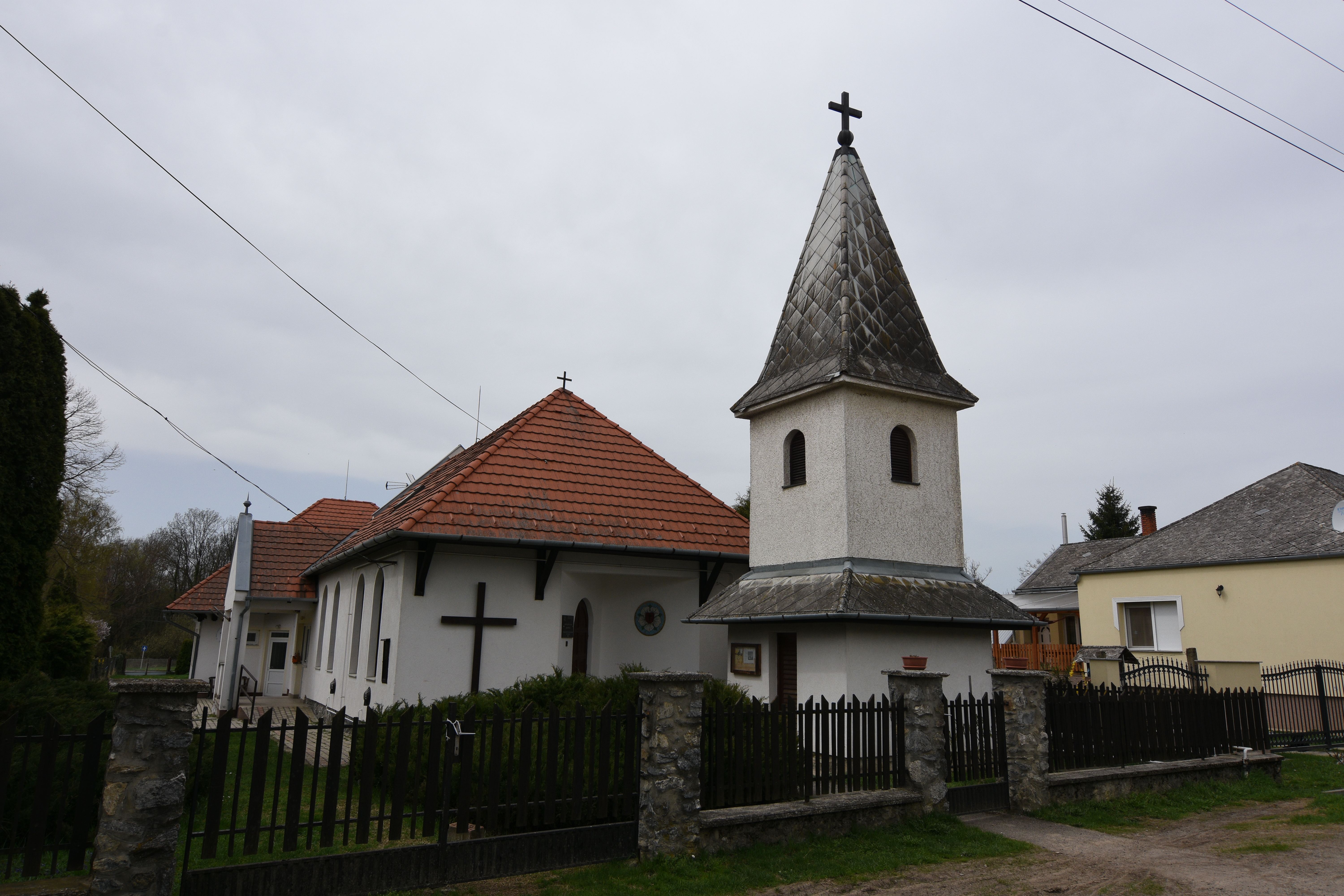
Evangelische Kirche
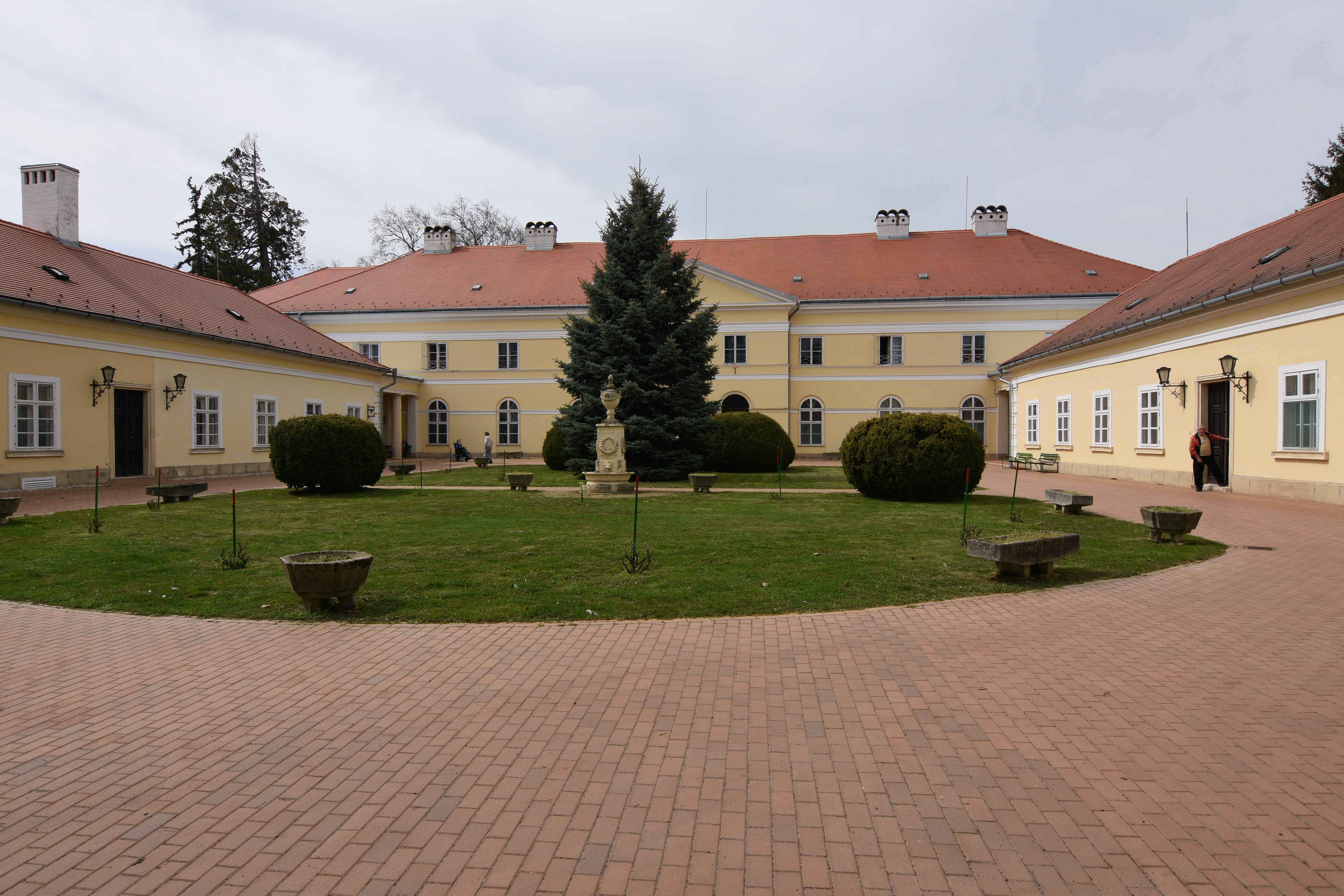
Hof des Schlosses Szegedy
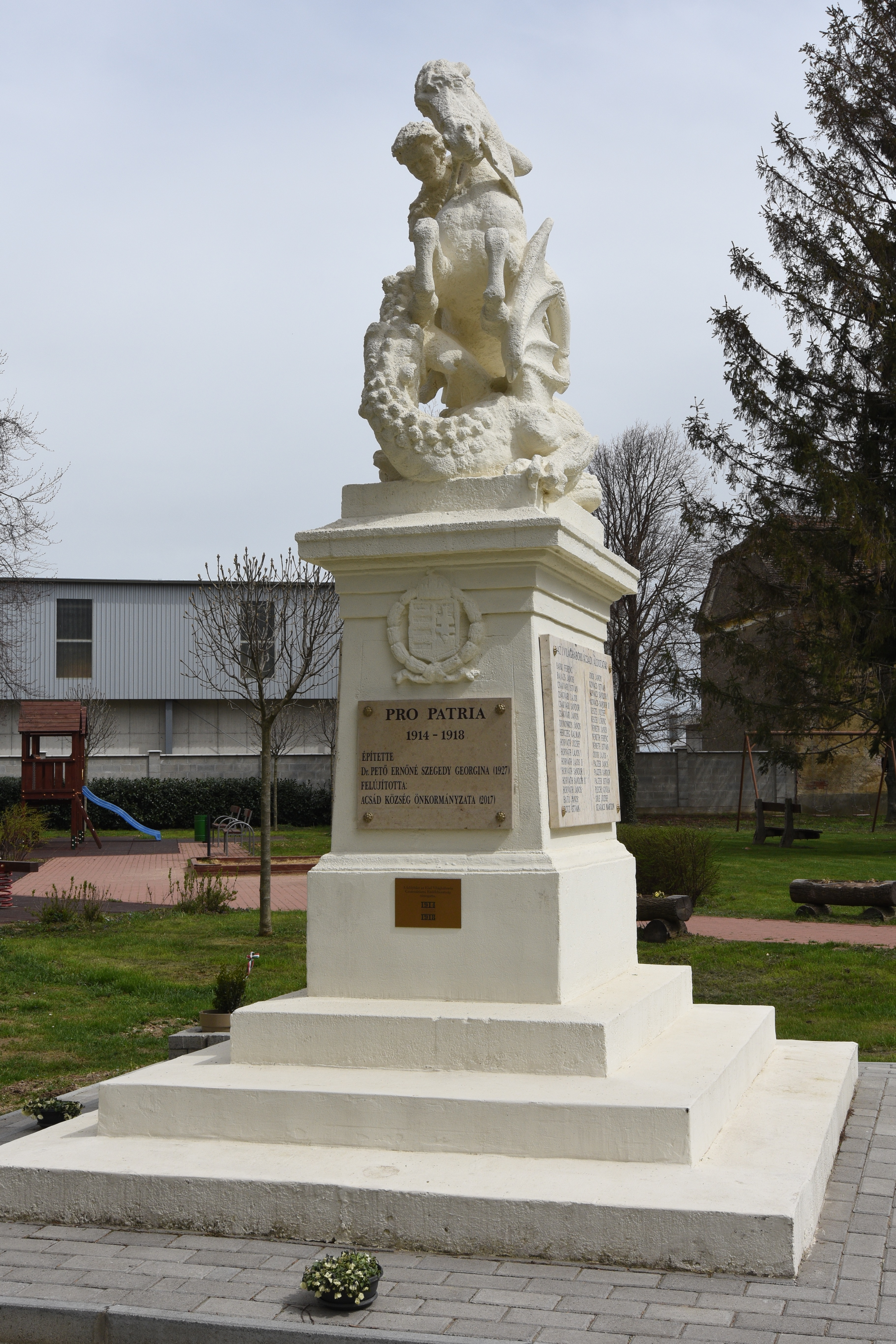
Weltkriegsdenkmal

## Söhne und Töchter der Gemeinde
- Béla Rákosi (1841–1923), Arzt und Autor
- Jenő Rákosi (1842–1929), Schriftsteller, Journalist und Theaterdirektor
- Nándor Fettich (1900–1971), Archäologe und Goldschmied

## Verkehr
In Acsád treffen die Landstraßen Nr. 8636 und Nr. 8638 aufeinander. Der etwas außerhalb des Ortes südlich  gelegene Bahnhof ist angebunden an die Eisenbahnstrecke von Szombathely nach Sopron. Weiterhin bestehen Busverbindungen nach Bük, Vát und Szombathely.